# Office fédéral pour l'approvisionnement économique du pays
L'Office fédéral pour l'approvisionnement économique du pays (OFAE) est un office fédéral suisse, garantissant l'approvisionnement du pays pour une certaine durée.

## Buts

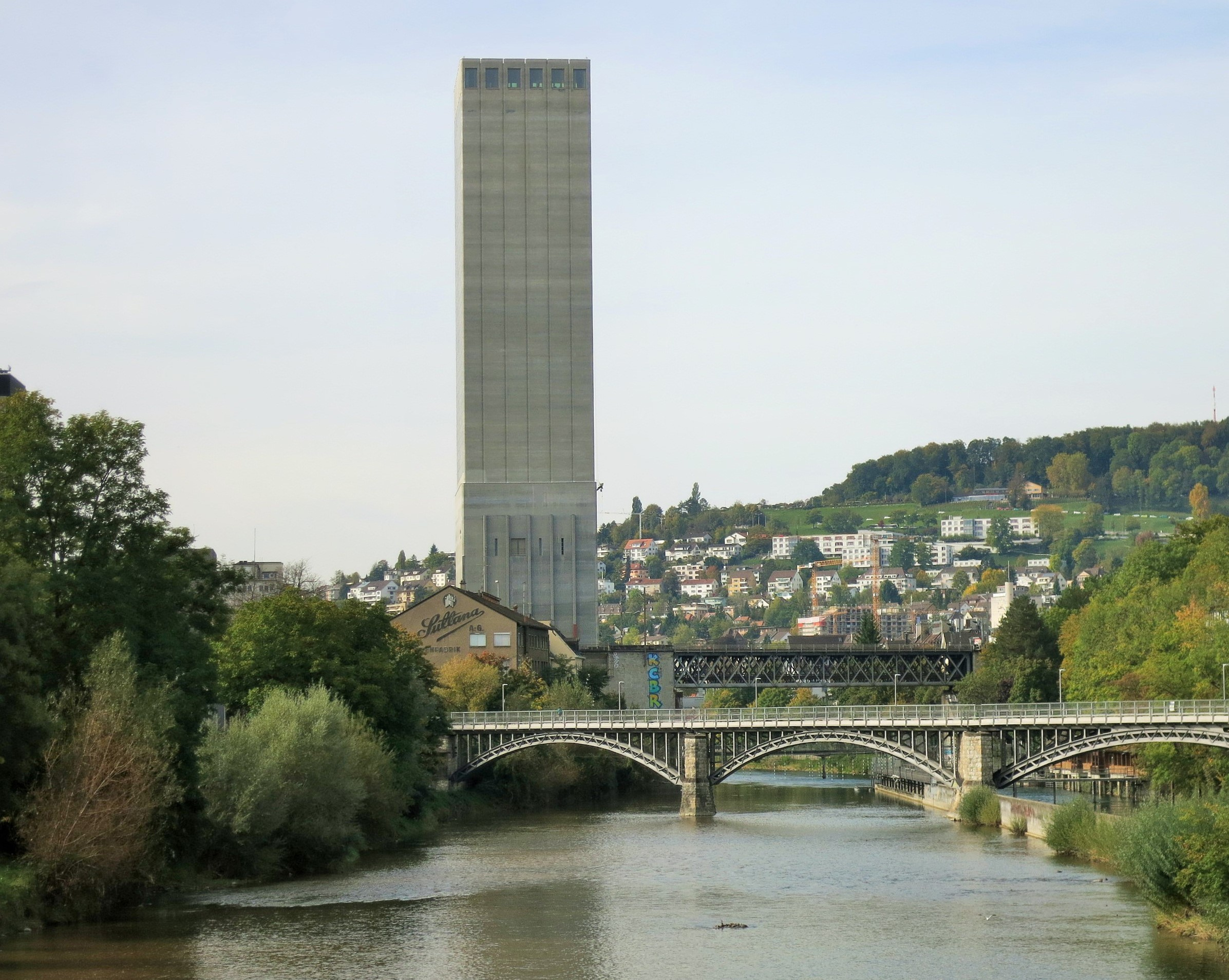
Un silo stockant des céréales à Zurich.

L'office travaille en collaboration avec le secteur privé pour pallier les effets d'une pénurie à court terme.
La Constitution suisse précise (article 102 intitulé « Approvisionnement du pays ») :

« La Confédération assure l’approvisionnement du pays en biens et services de première nécessité afin de pouvoir faire face à une menace de guerre, à une autre manifestation de force ou à une grave pénurie à laquelle l’économie n’est pas en mesure de remédier par ses propres moyens. Elle prend des mesures préventives. Elle peut, au besoin, déroger au principe de la liberté économique. »

Cette disposition est précisée par la loi fédérale sur l’approvisionnement économique du pays.

## Moyens

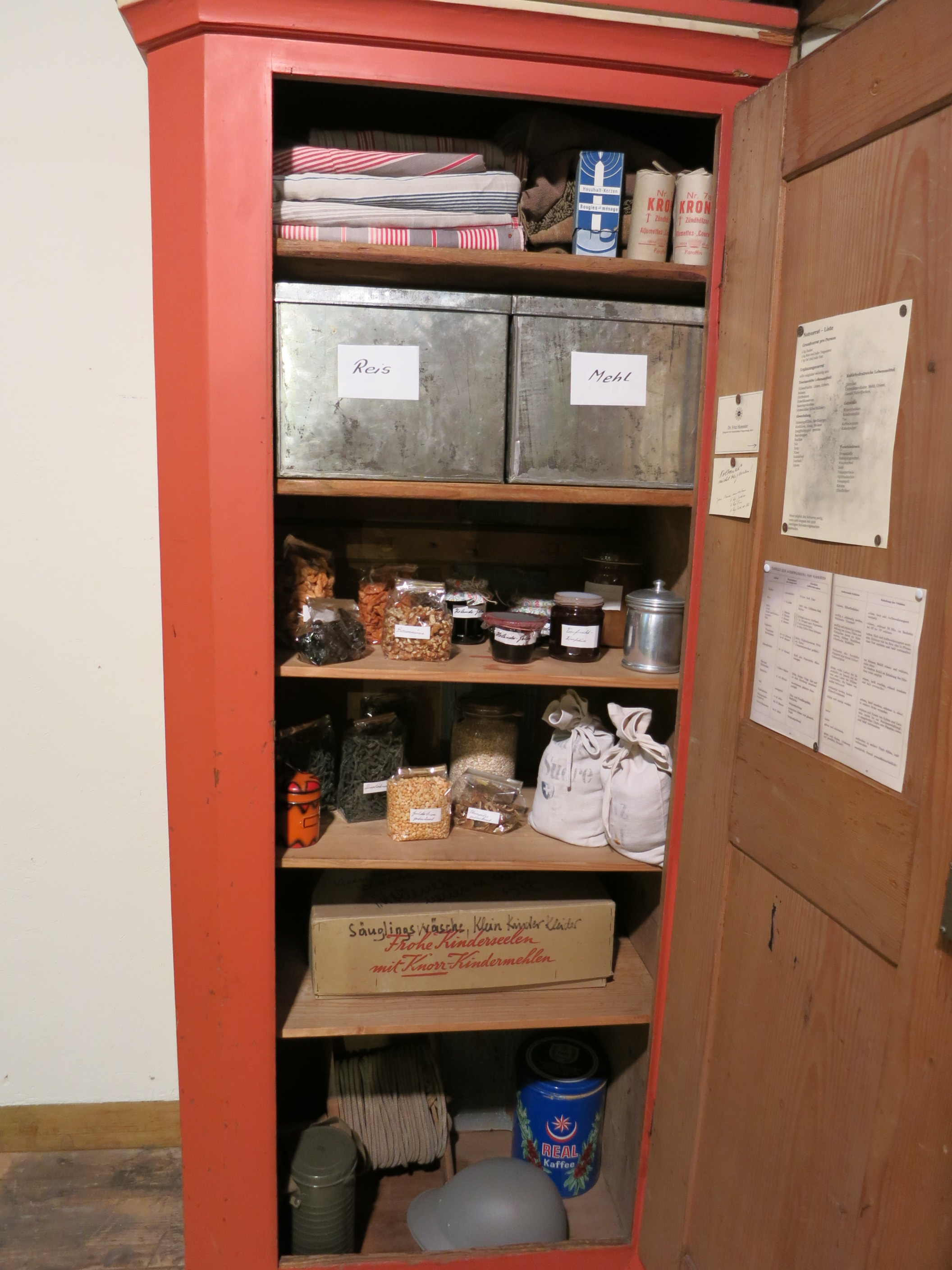
Réserves d'urgence à domicile.

L'office impose le stockage par environ 300 entreprises concernées (« réserves obligatoires » pour une autonomie de trois à quatre mois) de biens vitaux, comme les aliments, les médicaments ou le pétrole ou des engrais. Il peut imposer des restrictions à la consommation (rationnement).
Depuis 1968, l'office publie la brochure « Des provisions... providentielles »,. L'office conseille à la population de stocker au sein du ménage pour une semaine de produits alimentaires et d'eau de boisson (ainsi que quelques objets utiles tels que lampe de poche et des articles d'hygiène),. Dans les années 1990, la recommandation était de deux semaines.

## Pandémies
En 2007, face au risque de pandémie de grippe aviaire (H5N1), l'Office fédéral de la santé publique avait recommandé à la population de constituer une réserve de cinquante masques d'hygiène par personne (pour éviter une rupture de stock en cas de pandémie),. La Confédération avait constitué une réserve d'un médicament antiviral. Le « Plan suisse de pandémie Influenza » (2018) recommande toujours à la population d'avoir cinquante masques d'hygiène par personne comme provisions domestiques d’urgence,.
En 2015-2016, un sondage de l'OFAE auprès des cantons conclut que « les réserves [de masques] en cas de pandémie sont insuffisantes ». En 2019, le « Rapport 2019 sur le stockage stratégique » de l'office indique qu'en cas de crise due à l’apparition d’un nouvel agent pathogène, la demande de masques exploserait. Il indique cependant que le stockage obligatoire de masques d’hygiène et de gants pour examen médical a été supprimé. Le rapport recommande de maintenir les réserves à 170 000 masque de protection FFP, tout en relevant que, pendant les douze premières semaines d’une vague pandémique, 750 000 masques de protection seraient nécessaires,.
En 2020, pendant la pandémie de coronavirus, l'Office fédéral pour l'approvisionnement économique du pays rappelle avoir recensé 170 000 masque de protection FFP en réserve dans le pays, (réserves obligatoires ensuite achetées par l'armée et mises à disposition des cantons). L'armée a aussi environ 7 millions de masques d'hygiène (pouvant également être livrés aux cantons),. Fin mars 2020, l'office annonce qu'il va libérer des réserves d'antidouleurs et d'antibiotiques qui commencent à manquer dans les hôpitaux.